# Duško Marković

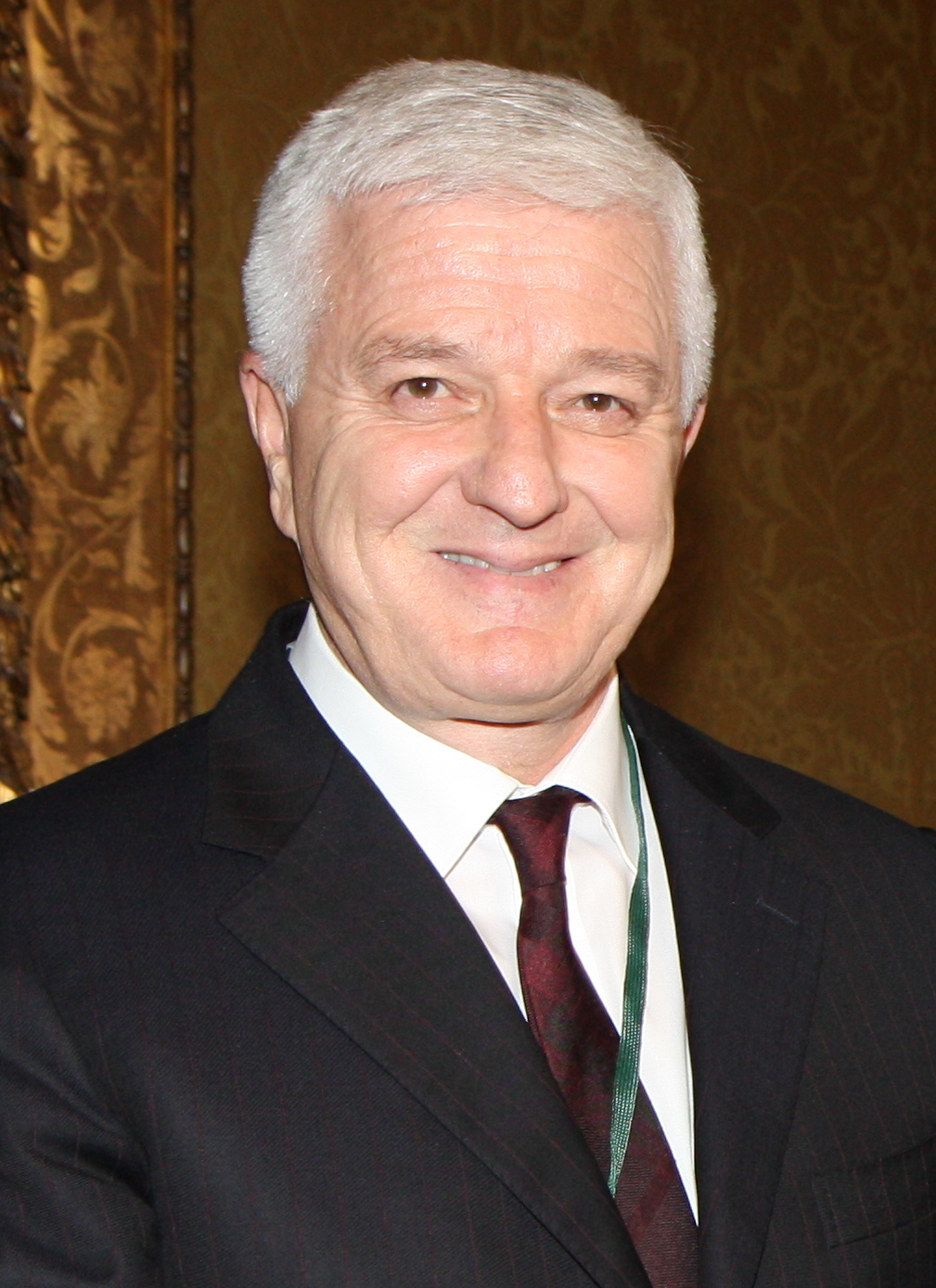
Duško Marković

Duško Marković (* 6. Juli 1958 in Mojkovac) ist ein montenegrinischer Politiker und war vom 28. November 2016 bis zum 2. Dezember 2020 Premierminister von Montenegro.
Marković schloss sein Jurastudium an der Universität Kragujevac ab. 2010 wurde Marković erst Minister ohne Portfolio und später Vizepremier für Innen- und Außenpolitik sowie Justiz und war in verschiedenen Ministerrollen bis zu seiner Ernennung als Premierminister. Ab 2015 war er Vizepräsident der DPS.
Im Jahr 2024 trat Marković aus der DPS aus und gründete eine eigene Partei, die Partei des Europäischen Fortschritts.